# St. Jakob (Wildsteig)

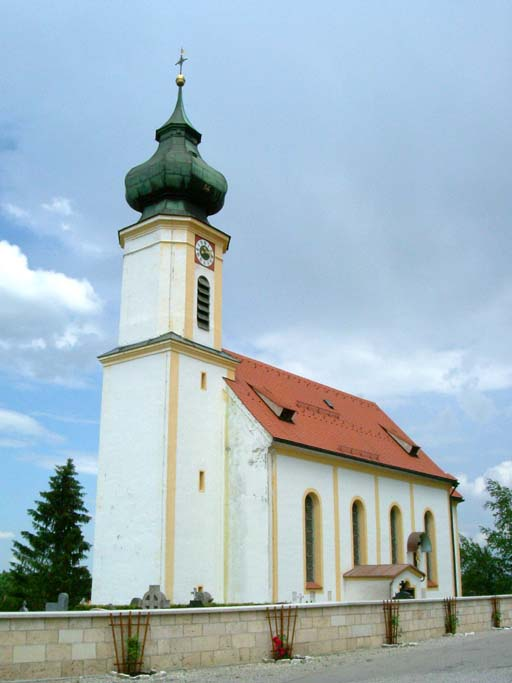
St. Jakob in Wildsteig

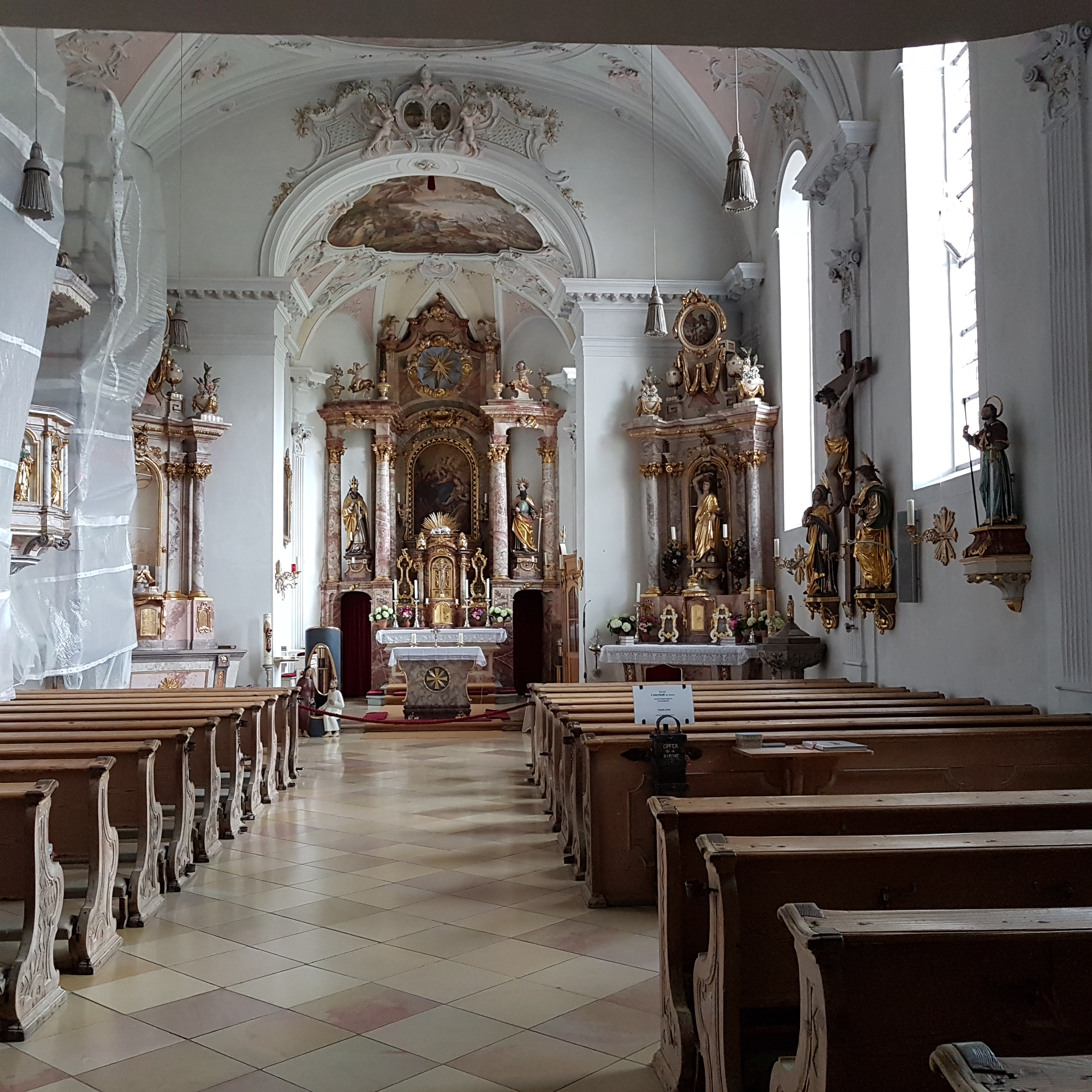
Innenansicht

Die römisch-katholische Pfarrkirche St. Jakob steht in Wildsteig, einer Gemeinde im oberbayerischen Landkreis Weilheim-Schongau. Sie ist in der Liste der Baudenkmäler in Wildsteig und in der Bayerischen Denkmalliste unter der Nr. D-1-90-160-3 eingetragen. Die Kirche gehört zum Dekanat Werdenfels-Rottenbuch im Erzbistum München und Freising.

## Beschreibung
Die im Kern spätgotische Saalkirche wurde in den Jahren 1783 bis 1785 barock umgestaltet. Sie besteht aus dem 1707 neu erbauten Langhaus, dem eingezogenen, dreiseitig geschlossenen Chor im Osten, der Sakristei an der Nordwand des Chors und dem Kirchturm vor der Fassade im Westen. Sein oberstes Geschoss mit abgeschrägten Ecken enthält die Turmuhr und den Glockenstuhl mit vier Glocken. Darauf sitzt eine Zwiebelhaube.
Das Langhaus ist mit einem Stichkappengewölbe überspannt, das auf Pilastern an den Wänden sitzt. Der Stuck im Chor wird Tassilo Zöpf zugeschrieben, die Fresken im Langhaus Franz Seraph Zwinck. Der Hochaltar wurde um 1712 von Johann Sebastian Degler gebaut. Er wird flankiert von Skulpturen, die vom Meister von Blutenburg stammen. Auf dem Altarretabel ist Jakobus der Ältere dargestellt.
Die Orgel erbaute 1923 Willibald Siemann. Sie ist verändert erhalten.